# Piłka nożna na Letnich Igrzyskach Olimpijskich 2016 – turniej kobiet
Turniej olimpijski w piłce nożnej kobiet podczas XXXI Letnich Igrzysk Olimpijskich w Rio de Janeiro jest 6. edycją w historii i odbywa się w dniach od 3 do 19 sierpnia 2016 roku. Do rywalizacji przystąpiło 12 drużyn, podzielonych na trzy grupy. W każdej z nich zmagania toczą się systemem kołowym (tj. każdy z każdym, po jednym meczu), a po dwa najlepsze zespoły oraz dwie drużyny z trzecich miejsc uzyskają awans do ćwierćfinału. Od tej fazy pojedynki przeprowadzane będą systemem pucharowym (jedno spotkanie, przegrywający odpada, a zwycięzca kwalifikuje się do kolejnej fazy).
Podczas turnieju można było w czasie dogrywki przeprowadzić czwartą zmianą, zgodnie z marcowymi postanowieniami International Football Association Board. Po raz pierwszy medalu w tym turnieju podczas igrzysk olimpijskich nie zdobyła reprezentacja Stanów Zjednoczonych, która odpadła w ćwierćfinale.

## Kwalifikacje
W kwalifikacjach do turnieju olimpijskiego kobiet, które odbyły się od września 2014 do marca 2016 bezpośrednio zakwalifikowało się 12 zespołów. Gospodarz turnieju – Brazylia miała udział zapewniony po uzyskaniu miana gospodarza 2 października 2009 roku. Pozostałe 11 zespołów musiało uczestniczyć w turniejach kwalifikacyjnych. Większość federacji użyła formatu turnieju kwalifikacyjnych do igrzysk. Miało to miejsce w Azji, Afryce, Ameryce Północnej oraz w Oceanii. Wyjątek stanowiły drużyny z Europy, które kwalifikacje uzyskały jako dwie najlepsze drużyny starego kontynentu na turnieju mistrzostw świata oraz Ameryka Południowa w której kwalifikacje uzyskały dwie najlepsze drużyny mistrzostw kontynentu.
| Nazwa imprezy                                             | Data zakończenia     | Gospodarz                                                 | Liczba miejsc | Zakwalifikowane drużyny    |
| --------------------------------------------------------- | -------------------- | --------------------------------------------------------- | ------------- | -------------------------- |
| Gospodarz                                                 | –                    | –                                                         | 1             | Brazylia                   |
| Copa America                                              | 28 września 2014     | Ekwador                                                   | 1             | Kolumbia                   |
| Mistrzostwa Świata (kwalifikacja dla drużyn europejskich) | 5 lipca 2015         | Kanada                                                    | 2             | Francja Niemcy             |
| Turniej kwalifikacyjny CAF                                | 18 października 2015 | Kamerun · Gwinea Równikowa · Południowa Afryka · Zimbabwe | 2             | Południowa Afryka Zimbabwe |
| Turniej kwalifikacyjny OFC                                | 23 stycznia 2016     | Papua-Nowa Gwinea                                         | 1             | Nowa Zelandia              |
| Turniej kwalifikacyjny CONCACAF                           | 21 lutego 2016       | Stany Zjednoczone                                         | 2             | Kanada Stany Zjednoczone   |
| Turniej kwalifikacyjny AFC                                | 9 marca 2016         | Japonia                                                   | 2             | Australia Chiny            |
| Turniej kwalifikacyjny UEFA                               | 9 marca 2016         | Holandia                                                  | 1             | Szwecja                    |

## Składy
W turnieju kobiet nie obowiązuje limit wiekowy jak w przypadku mężczyzn. Każda drużyna składa się z 18 zawodniczek w tym obowiązkowo z 2 bramkarek. Każda drużyna może mieć również listę czterech rezerwowych zawodniczek, które mogą zastąpić zawodniczkę w przypadku kontuzji podczas turnieju.

## Faza grupowa

### Grupa E
| Zespół            | M | Z | R | P | GZ | GS | GR | Pkt |
| ----------------- | - | - | - | - | -- | -- | -- | --- |
| Brazylia          | 3 | 2 | 1 | 0 | 8  | 1  | +7 | 7   |
| Chiny             | 3 | 1 | 1 | 1 | 2  | 3  | -1 | 4   |
| Szwecja           | 3 | 1 | 1 | 1 | 2  | 5  | -3 | 4   |
| Południowa Afryka | 3 | 0 | 1 | 2 | 0  | 3  | -3 | 1   |

| 3 sierpnia 2016 18:00 CET | Szwecja · Nilla Fischer 76' | 1:0(0:0)Raport | Południowa Afryka | Estádio Olímpico João Havelange – Engenhão, Rio de Janeiro Widzów: 13 439 Sędzia: Teodora Albon |
|                           |                             |                |                   |                                                                                                 |

| 3 sierpnia 2016 21:00 CET | Brazylia · Monica 36' · Andressa Alves 59' · Cristiane 90' | 3:0(1:0)Raport | Chiny | Estádio Olímpico João Havelange – Engenhão, Rio de Janeiro Widzów: 27 618 Sędzia: Carol Chenard |
|                           |                                                            |                |       |                                                                                                 |

| 7 sierpnia 2016 00:00 CET | Południowa Afryka | 0:2(0:1)Raport | Chiny · 45+1' Gu Yasha · 87' Tan Ruyin | Estádio Olímpico João Havelange – Engenhão, Rio de Janeiro Widzów: 25 000 Sędzia: Esther Staubli |
|                           |                   |                |                                        |                                                                                                  |

| 7 sierpnia 2016 03:00 CET | Brazylia · Beatriz 21', 86' · Cristiane 24' · Marta 44' (k.) | 5:1(3:0)Raport | Szwecja · 89' Lotta Schelin | Estádio Olímpico João Havelange – Engenhão, Rio de Janeiro Widzów: 43 384 Sędzia: Lucia Venegas |
|                           |                                                              |                |                             |                                                                                                 |

| 10 sierpnia 2016 03:00 CET | Południowa Afryka | 0:0(0:0)Raport | Brazylia | Arena da Amazônia, Manaus Widzów: 38 415 Sędzia: Stéphanie Frappart |
|                            |                   |                |          |                                                                     |

| 10 sierpnia 2016 03:00 CET | Chiny | 0:0(0:0)Raport | Szwecja | Estádio Mané Garrincha, Brasília Widzów: 7 648 Sędzia: Olga Miranda |
|                            |       |                |         |                                                                     |

### Grupa F
| Zespół    | M | Z | R | P | GZ | GS | GR  | Pkt |
| --------- | - | - | - | - | -- | -- | --- | --- |
| Kanada    | 3 | 3 | 0 | 0 | 7  | 2  | +7  | 9   |
| Niemcy    | 3 | 1 | 1 | 1 | 9  | 5  | +4  | 4   |
| Australia | 3 | 1 | 1 | 1 | 8  | 5  | +3  | 4   |
| Zimbabwe  | 3 | 0 | 0 | 3 | 3  | 15 | -12 | 0   |

| 3 sierpnia 2016 20:00 CET | Kanada · Janine Beckie 1' · Christine Sinclair 78' | 2:0(1:0)Raport | Australia | Arena Corinthians, São Paulo Widzów: 20 521 Sędzia: Stéphanie Frappart |
|                           |                                                    |                |           |                                                                        |

| 3 sierpnia 2016 23:00 CET | Zimbabwe · Kudakwashe Basopo 50' | 1:6(0:2)Raport | Niemcy · 22' Sara Daebritz · 36' Alexandra Popp · 53', 78' Melanie Behringer · 83' Melanie Leupolz · 90' (sam.) Eunice Chibanda | Arena Corinthians, São Paulo Widzów: 20 521 Sędzia: Rita Gani |
|                           |                                  |                | |                                                               |

| 6 sierpnia 2016 20:00 CET | Kanada · Janine Beckie 7', 35' · Christine Sinclair 19' (k.) | 3:1(3:0)Raport | Zimbabwe · 86' Mavis Chirandu | Arena Corinthians, São Paulo Widzów: 30 295 Sędzia: Olga Miranda |
|                           |                                                              |                |                               |                                                                  |

| 6 sierpnia 2016 23:00 CET | Niemcy · Sara Däbritz 45+2' · Saskia Bartusiak 88' | 2:2(1:2)Raport | Australia · 6' Samantha Kerr · 45' Caitlin Foord | Arena Corinthians, São Paulo Widzów: 37 475 Sędzia: Anna-Marie Keighley |
|                           |                                                    |                |                                                  |                                                                         |

| 9 sierpnia 2016 21:00 CET | Niemcy · Melanie Behringer 13' (k.) | 1:2(1:1)Raport | Kanada · 26', 60' Melissa Tancredi | Estádio Mané Garrincha, Brasília Widzów: 8 227 Sędzia: Ri Hyang-ok |
|                           |                                     |                |                                    |                                                                    |

| 9 sierpnia 2016 21:00 CET | Australia · Lisa De Vanna 2' · Clare Polkinghorne 15' · Alanna Kennedy 37' · Kyah Simon 50' · Michelle Heyman 55', 66' | 6:1(3:0)Raport | Zimbabwe · 90+1' Emmaculate Msipa | Itaipava Arena Fonte Nova, Salvador Widzów: 5 115 Sędzia: Esther Staubli |
|                           | |                |                                   |                                                                          |

### Grupa G
| Zespół            | M | Z | R | P | GZ | GS | GR | Pkt |
| ----------------- | - | - | - | - | -- | -- | -- | --- |
| Stany Zjednoczone | 3 | 2 | 1 | 0 | 5  | 2  | +3 | 7   |
| Francja           | 3 | 2 | 0 | 1 | 7  | 1  | +6 | 6   |
| Nowa Zelandia     | 3 | 1 | 0 | 2 | 1  | 5  | -4 | 3   |
| Kolumbia          | 3 | 0 | 1 | 2 | 2  | 7  | -5 | 1   |

| 4 sierpnia 2016 00:00 CET | Stany Zjednoczone · Carli Lloyd 9' · Alex Morgan 46' | 2:0(1:0)Raport | Nowa Zelandia | Estádio Mineirão, Belo Horizonte Widzów: 10 059 Sędzia: Kateryna Monzul |
|                           |                                                      |                |               |                                                                         |

| 4 sierpnia 2016 03:00 CET | Francja · Carolina Arias 2' (sam.) · Eugenie Le Sommer 14' · Camile Abily 42' · Amel Majri 82' | 4:0(3:0)Raport | Kolumbia | Estádio Mineirão, Belo Horizonte Widzów: 6 847 Sędzia: Ri Hyang-ok |
|                           |                                                                                                |                |          |                                                                    |

| 6 sierpnia 2016 22:00 CET | Stany Zjednoczone · Carli Lloyd 64' | 1:0(0:0)Raport | Francja | Estádio Mineirão, Belo Horizonte Widzów: 11 782 Sędzia: Claudia Umpierrez |
|                           |                                     |                |         |                                                                           |

| 7 sierpnia 2016 01:00 CET | Kolumbia | 0:1(0:1)Raport | Nowa Zelandia · 31' Amber Hearn | Estádio Mineirão, Belo Horizonte Widzów: 8 505 Sędzia: Gladys Lengwe |
|                           |          |                |                                 |                                                                      |

| 10 sierpnia 2016 00:00 CET | Kolumbia · Catalina Usme 26', 90' | 2:2(1:1)Raport | Stany Zjednoczone · 41' Crystal Dunn · 59' Mallory Pugh | Arena da Amazônia, Manaus Widzów: 30 557 Sędzia: Teodora Albon |
|                            |                                   |                |                                                         |                                                                |

| 10 sierpnia 2016 00:00 CET | Nowa Zelandia | 0:3(0:1)Raport | Francja · 38' Eugenie Le Sommer · 63', 90+2' (k.) Louisa Cadamuro | Itaipava Arena Fonte Nova, Salvador Widzów: 7 350 Sędzia: Lucia Venegas |
|                            |               |                |                                                                   |                                                                         |

### Ranking trzecich miejsc
| Zespół        | M | Z | R | P | GZ | GS | GR | Pkt |
| ------------- | - | - | - | - | -- | -- | -- | --- |
| Australia     | 3 | 1 | 1 | 1 | 8  | 5  | +3 | 4   |
| Szwecja       | 3 | 1 | 1 | 1 | 2  | 5  | -3 | 4   |
| Nowa Zelandia | 3 | 1 | 0 | 2 | 1  | 5  | -4 | 3   |

## Faza pucharowa
|  |                              |                   |                              |                              |      |           |                              |                         |                         |                         |                   |       |       |
|  | Ćwierćfinały                 | Ćwierćfinały      | Ćwierćfinały                 |                              |      | Półfinały | Półfinały                    | Półfinały               |                         |                         | Finał             | Finał | Finał |
|  | Ćwierćfinały                 | Ćwierćfinały      | Ćwierćfinały                 |                              |      | Półfinały | Półfinały                    | Półfinały               |                         |                         | Finał             | Finał | Finał |
|  | 12 sierpnia – Belo Horizonte |                   |                              |                              |      |           |                              |                         |                         |                         |                   |       |       |
|  |                              |                   |                              |                              |      |           |                              |                         |                         |                         |                   |       |       |
|  | Brazylia                     | Brazylia          | 0(7)                         |                              |      |           |                              |                         |                         |                         |                   |       |       |
|  | Brazylia                     | Brazylia          | 0(7)                         | 16 sierpnia – Rio de Janeiro |      |           |                              |                         |                         |                         |                   |       |       |
|  | Australia                    | Australia         | 0(6)                         |                              |      |           |                              |                         |                         |                         |                   |       |       |
|  | Australia                    | Australia         | 0(6)                         |                              |      | Brazylia  | Brazylia                     | 0(3)                    |                         |                         |                   |       |       |
|  | 12 sierpnia – Brasília       |                   |                              |                              |      | Brazylia  | Brazylia                     | 0(3)                    |                         |                         |                   |       |       |
|  |                              |                   | Szwecja                      | Szwecja                      | 0(4) |           |                              |                         |                         |                         |                   |       |       |
|  | Stany Zjednoczone            | Stany Zjednoczone | Szwecja                      | Szwecja                      | 0(4) | 1(3)      |                              |                         |                         |                         |                   |       |       |
|  | Stany Zjednoczone            | Stany Zjednoczone |                              |                              |      | 1(3)      | 19 sierpnia – Rio de Janeiro |                         |                         |                         |                   |       |       |
|  | Szwecja                      | Szwecja           | 1(4)                         |                              |      |           |                              |                         |                         |                         |                   |       |       |
|  | Szwecja                      | Szwecja           | 1(4)                         |                              |      | Szwecja   | Szwecja                      | 1                       |                         |                         |                   |       |       |
|  | 12 sierpnia – São Paulo      |                   |                              |                              |      | Szwecja   | Szwecja                      | 1                       |                         |                         |                   |       |       |
|  |                              |                   | Niemcy                       | Niemcy                       | 2    |           |                              |                         |                         |                         |                   |       |       |
|  | Kanada                       | Kanada            | Niemcy                       | Niemcy                       | 2    | 1         |                              |                         |                         |                         |                   |       |       |
|  | Kanada                       | Kanada            | 16 sierpnia – Belo Horizonte |                              |      | 1         |                              |                         |                         |                         |                   |       |       |
|  | Francja                      | Francja           | 0                            |                              |      |           |                              |                         |                         |                         |                   |       |       |
|  | Francja                      | Francja           | 0                            |                              |      | Kanada    | Kanada                       | 0                       | Mecz o 3. miejsce       | Mecz o 3. miejsce       | Mecz o 3. miejsce |       |       |
|  | 12 sierpnia – Salvador       |                   |                              |                              |      | Kanada    | Kanada                       | 0                       | Mecz o 3. miejsce       | Mecz o 3. miejsce       | Mecz o 3. miejsce |       |       |
|  |                              |                   | Niemcy                       | Niemcy                       | 2    |           |                              | 19 sierpnia – São Paulo | 19 sierpnia – São Paulo | 19 sierpnia – São Paulo |                   |       |       |
|  | Chiny                        | Chiny             | Niemcy                       | Niemcy                       | 2    | 0         |                              | 19 sierpnia – São Paulo | 19 sierpnia – São Paulo | 19 sierpnia – São Paulo |                   |       |       |
|  | Chiny                        | Chiny             |                              |                              |      |           |                              | Brazylia                | Brazylia                | 1                       |                   |       |       |
|  | Niemcy                       | Niemcy            | 1                            |                              |      |           |                              |                         | Brazylia                | 1                       |                   |       |       |
|  | Niemcy                       | Niemcy            | 1                            |                              |      |           |                              | Kanada                  | Kanada                  | 2                       |                   |       |       |
|  |                              |                   |                              |                              |      |           |                              |                         | Kanada                  | 2                       |                   |       |       |

### Ćwierćfinały
| 12 sierpnia 2016 18:00 CET                                                | Stany Zjednoczone · Alex Morgan 77' | 1:1 dogr. k. 3:4(1:1, 0:0, 0:0)Raport                                               | Szwecja · 61' Stina Blackstenius | Estádio Mané Garrincha, Brasília Widzów: 13 892 Sędzia: Anna-Marie Keighley |
|                                                                           |                                     |                                                                                     |                                  |                                                                             |
|                                                                           |                                     | Rzuty karne                                                                         |                                  |                                                                             |
| Alex Morgan · Lindsey Horan · Carli Lloyd · Morgan Brian · Christen Press |                                     | Lotta Schelin · Kosovare Asllani · Linda Sembrant · Caroline Seger · Lisa Dahlkvist |                                  |                                                                             |

| 12 sierpnia 2016 21:00 CET | Chiny | 0:1(0:0)Raport | Niemcy · 76' Melanie Behringer | Itaipava Arena Fonte Nova, Salvador Widzów: 9 642 Sędzia: Kateryna Monzul |
|                            |       |                |                                |                                                                           |

| 13 sierpnia 2016 00:00 CET | Kanada · Sophie Schmidt 56' | 1:0(0:0)Raport | Francja | Arena Corinthians, São Paulo Widzów: 38 688 Sędzia: Claudia Umpierrez |
|                            |                             |                |         |                                                                       |

| 13 sierpnia 2016 03:00 CET                                                          | Brazylia | 0:0 dogr. k. 7:6(0:0, 0:0, 0:0)Raport | Australia | Estádio Mineirão, Belo Horizonte Widzów: 52 660 Sędzia: Carol Chenard |
|                                                                                     |          | |           |                                                                       |
|                                                                                     |          | Rzuty karne |           |                                                                       |
| Andressa Alves · Andressa · Beatriz · Rafaelle · Marta · Debinha · Monica · Tamires |          | Elise Kellond-Knight · Laura Alleway · Emily van Egmond · Clare Polkinghorne · Katrina Gorry · Michelle Heyman · Chloe Logarzo · Alanna Kennedy |           |                                                                       |

### Półfinały
| 16 sierpnia 2016 18:00 CET                               | Brazylia | 0:0 dogr. k. 3:4(0:0)Raport                                                        | Szwecja | Maracanã, Rio de Janeiro Widzów: 70 454 Sędzia: Lucia Venegas |
|                                                          |          |                                                                                    |         |                                                               |
|                                                          |          | Rzuty karne                                                                        |         |                                                               |
| Marta · Cristiane · Andressa Alves · Rafaelle · Andressa |          | Lotta Schelin · Kosovare Asllani · Caroline Seger · Nilla Fischer · Lisa Dahlkvist |         |                                                               |

| 16 sierpnia 2016 21:00 CET | Kanada | 0:2(0:1)Raport | Niemcy · 21' (k.) Melanie Behringer · 59' Sara Däbritz | Estádio Mineirão, Belo Horizonte Widzów: 5 641 Sędzia: Ri Hyang-ok |
|                            |        |                |                                                        |                                                                    |

### Mecz o trzecie miejsce
| 19 sierpnia 2016 18:00 CET | Brazylia · Beatriz 79' | 1:2(0:1)Raport | Kanada · 25' Deanne Rose · 52' Christine Sinclair | Arena Corinthians, São Paulo Widzów: 39 718 Sędzia: Teodora Albon |
|                            |                        |                |                                                   |                                                                   |

### Finał
| 19 sierpnia 2016 22:30 CET | Szwecja · Stina Blackstenius 67' | 1:2(0:0)Raport | Niemcy · 48' Dzsenifer Marozsán · 62' (sam.) Linda Sembrant | Maracanã, Rio de Janeiro Widzów: 52 432 Sędzia: Carol Chenard |
|                            |                                  |                |                                                             |                                                               |

## Strzelczynie
5 bramki
- Melanie Behringer

3 bramki
- Beatriz
- Janine Beckie
- Christine Sinclair
- Sara Däbritz

2 bramki
- Michelle Heyman
- Cristiane
- Marta
- Louisa Cadamuro
- Eugenie Le Sommer
- Melissa Tancredi
- Catalina Usme
- Stina Blackstenius
- Carli Lloyd
- Alex Morgan

1 bramka
- Lisa De Vanna
- Caitlin Foord
- Alanna Kennedy
- Samantha Kerr
- Clare Polkinghorne
- Kyah Simon
- Andressa Alves
- Mônica
- Deanne Rose
- Sophie Schmidt
- Gu Yasha
- Tan Ruyin
- Camille Abily
- Amel Majri
- Saskia Bartusiak
- Melanie Leupolz
- Dzsenifer Marozsán
- Alexandra Popp
- Amber Hearn
- Nilla Fischer
- Lotta Schelin
- Crystal Dunn
- Mallory Pugh
- Kudakwashe Basopo
- Mavis Chirandu
- Emmaculate Msipa

Samobójcze
- Carolina Arias (dla Francji)
- Eunice Chibanda (dla Niemiec)
- Linda Sembrant (dla Niemiec)